# Тальгрен, Арне Михаэль
Арне Михаэль Та́льгрен (фин. Aarne Michael Tallgren; 8 февраля 1885 года, Руовеси, Великое княжество Финляндское — 13 апреля 1945 года, Хельсинки, Финляндия) — финский историк и археолог, профессор Тартуского (1920—23), Хельсинкского университета с 1923 года, председатель Финского археологического общества в 1930—1942 годах. Членкор Британской академии (1940).
Первый среди археологов обобщил материалы ананьинской культуры и ряда других групп памятников эпохи бронзы и железного века на территории от Финляндии до Минусинской котловины. Неоднократно бывал участвовал в археологических раскопках на территории России. В 1923—1938 годах был автором и редактором журнала Финского археологического общества «Eurasia Septentrionalis Antiqua».